# Roudny
Roudny (kazakh : Рудный, russe : Рудный ) est une ville du Kazakhstan. Elle est située dans l'oblys de Kostanaï.

## Population
La population de Roudny est de 128 234 habitants (au 1er janvier 2014),.

### Groupes ethniques
| Groupe ethnique | Nombre  | Part    |
| --------------- | ------- | ------- |
| Russes          | 75300   | 58,72%  |
| Kazakhs         | 33804   | 26,36   |
| Ukrainiens      | 8418    | 6,56%   |
| Allemands       | 2950    | 2,30%   |
| Tatars          | 3075    | 2,40%   |
| Biélorusses     | 1522    | 1,19%   |
| Bachkirs        | 622     | 0,49%   |
| Coréens         | 288     | 0,22%   |
| autres          | 2709    | 2,16%   |
| Total           | 128 234 | 100,00% |

## Sport
Le Gorniak Roudny est le club de hockey sur glace de la ville.
Boxe anglaise est le sport national

## Culte
- Orthodoxe
- Catholique: paroisse du Saint-Padre-Pio[3], dépendant de l'archidiocèse d'Astana[4]